# British and Irish Cup 2015/16
Der British and Irish Cup 2015/16 ist die siebte Ausgabe des British and Irish Cup, einem der wichtigsten Rugby-Union-Pokalwettbewerbe innerhalb der Six Nations. Es sind 20 Teams aus England, Wales und Irland beteiligt. Der Wettbewerb begann am 13. November 2015.

## Teilnehmer
Teilnahmeberechtigt sind folgende Teams:
- die 12 Mannschaften der RFU Championship in England
- die 4 A-Mannschaften aus Wales, die in der Pro12 vertreten sind
- die 4 A-Mannschaften aus Irland, die jede irische Provinz vertreten

## Modus
Es gibt fünf Gruppen mit je vier Teams, wobei jede Mannschaft einmal gegen jede andere spielt. Die Gruppen werden nach geographischen Aspekten zusammengestellt, so dass weite Reisen für die Zuschauer der Gastmannschaften entfallen. Die Gruppensieger und drei besten Gruppenzweiten treffen im Viertelfinale aufeinander und bestimmen dort die Halbfinalisten. Der Pokalsieger wird im Finale ermittelt. In der Gruppenphase erhalten die Teams:
- vier Punkte für einen Sieg
- zwei Punkte für ein Unentschieden
- einen Bonuspunkt bei vier oder mehr Versuchen
- einen Bonuspunkt bei einer Niederlage mit sieben oder weniger Punkten Differenz

## Gruppenphase

### Gruppe A
|    | Team                | Spiele | Siege | Unent. | Ndlg. | Spiel- punkte | Diff. | Bonus- punkte | Tabellen- punkte |
| -- | ------------------- | ------ | ----- | ------ | ----- | ------------- | ----- | ------------- | ---------------- |
| 1. | Leinster A          | 6      | 6     | 0      | 0     | 240:92        | + 148 | 5             | 29               |
| 2. | Moseley RFC         | 6      | 4     | 0      | 2     | 155:191       | − 36  | 4             | 20               |
| 3. | Rotherham Titans    | 6      | 2     | 0      | 4     | 155:120       | + 35  | 5             | 13               |
| 4. | Ealing Trailfinders | 6      | 0     | 0      | 6     | 100:247       | − 147 | 2             | 2                |

| 14. November 2015 14:00 WEZ | Rotherham Titans | 9 : 12 | Leinster A | Clifton Lane, Rotherham Zuschauer: 1.017 |
| 14. November 2015 14:00 WEZ |                  |        |            | Clifton Lane, Rotherham Zuschauer: 1.017 |

| 14. November 2015 15:00 WEZ | Moseley RFC | 37 : 31 | Ealing Trailfinders | Billesley Common, Birmingham Zuschauer: 818 |
| 14. November 2015 15:00 WEZ |             |         |                     | Billesley Common, Birmingham Zuschauer: 818 |

| 20. November 2015 19:30 WEZ | Leinster A | 55 : 12 | Moseley RFC | Donnybrook Stadium, Dublin Zuschauer: 800 |
| 20. November 2015 19:30 WEZ |            |         |             | Donnybrook Stadium, Dublin Zuschauer: 800 |

| 21. November 2015 15:00 WEZ | Ealing Trailfinders | 12 : 48 | Rotherham Titans | Trailfinders Sports Ground, London Zuschauer: 356 |
| 21. November 2015 15:00 WEZ |                     |         |                  | Trailfinders Sports Ground, London Zuschauer: 356 |

| 11. Dezember 2015 19:30 WEZ | Leinster A | 45 : 13 | Ealing Trailfinders | Donnybrook Stadium, Dublin Zuschauer: 800 |
| 11. Dezember 2015 19:30 WEZ |            |         |                     | Donnybrook Stadium, Dublin Zuschauer: 800 |

| 12. Dezember 2015 15:00 WEZ | Moseley RFC | 26 : 10 | Rotherham Titans | Billesley Common, Birmingham Zuschauer: 591 |
| 12. Dezember 2015 15:00 WEZ |             |         |                  | Billesley Common, Birmingham Zuschauer: 591 |

| 19. Dezember 2015 15:00 WEZ | Ealing Trailfinders | 10 : 36 | Leinster A | Trailfinders Sports Ground, London Zuschauer: 804 |
| 19. Dezember 2015 15:00 WEZ |                     |         |            | Trailfinders Sports Ground, London Zuschauer: 804 |

| 20. Dezember 2015 14:00 WEZ | Rotherham Titans | 19 : 20 | Moseley RFC | Clifton Lane, Rotherham Zuschauer: 681 |
| 20. Dezember 2015 14:00 WEZ |                  |         |             | Clifton Lane, Rotherham Zuschauer: 681 |

| 16. Januar 2016 15:00 WEZ | Moseley RFC | 24 : 49 | Leinster A | Billesley Common, Birmingham Zuschauer: 773 |
| 16. Januar 2016 15:00 WEZ |             |         |            | Billesley Common, Birmingham Zuschauer: 773 |

| 22. Januar 2016 19:30 WEZ | Leinster A | 43 : 24 | Rotherham Titans | Donnybrook Stadium, Dublin Zuschauer: 350 |
| 22. Januar 2016 19:30 WEZ |            |         |                  | Donnybrook Stadium, Dublin Zuschauer: 350 |

| 23. Januar 2016 15:00 WEZ | Ealing Trailfinders | 27 : 36 | Moseley RFC | Trailfinders Sports Ground, London Zuschauer: 456 |
| 23. Januar 2016 15:00 WEZ |                     |         |             | Trailfinders Sports Ground, London Zuschauer: 456 |

| 20. Februar 2016 1 14:00 WEZ | Rotherham Titans | 45 : 7 | Ealing Trailfinders | Clifton Lane, Rotherham Zuschauer: 618 |
| 20. Februar 2016 1 14:00 WEZ |                  |        |                     | Clifton Lane, Rotherham Zuschauer: 618 |

### Gruppe B
|    | Team          | Spiele | Siege | Unent. | Ndlg. | Spiel- punkte | Diff. | Bonus- punkte | Tabellen- punkte |
| -- | ------------- | ------ | ----- | ------ | ----- | ------------- | ----- | ------------- | ---------------- |
| 1. | Bedford Blues | 6      | 5     | 0      | 1     | 166:144       | + 22  | 4             | 24               |
| 2. | Bristol Rugby | 6      | 4     | 0      | 2     | 200:112       | + 88  | 3             | 19               |
| 3. | Ulster Ravens | 6      | 2     | 0      | 4     | 112:143       | − 31  | 2             | 10               |
| 4. | Scarlets      | 6      | 1     | 0      | 5     | 114:193       | − 79  | 2             | 6                |

| 13. November 2015 19:30 WEZ | Ulster Ravens | 30 : 5 | Bristol Rugby | Ravenhill Stadium, Belfast Zuschauer: 1.607 |
| 13. November 2015 19:30 WEZ |               |        |               | Ravenhill Stadium, Belfast Zuschauer: 1.607 |

| 14. November 2015 15:00 WEZ | Scarlets | 6 : 35 | Bedford Blues | Carmarthen Park, Carmarthen Zuschauer: 800 |
| 14. November 2015 15:00 WEZ |          |        |               | Carmarthen Park, Carmarthen Zuschauer: 800 |

| 21. November 2015 14:30 WEZ | Bedford Blues | 27 : 18 | Ulster Ravens | Goldington Road, Bedford Zuschauer: 2.303 |
| 21. November 2015 14:30 WEZ |               |         |               | Goldington Road, Bedford Zuschauer: 2.303 |

| 22. November 2015 15:00 WEZ | Bristol Rugby | 62 : 16 | Scarlets | Ashton Gate Stadium, Bristol Zuschauer: 5.109 |
| 22. November 2015 15:00 WEZ |               |         |          | Ashton Gate Stadium, Bristol Zuschauer: 5.109 |

| 11. Dezember 2015 19:45 WEZ | Bristol Rugby | 52 : 3 | Bedford Blues | Ashton Gate Stadium, Bristol Zuschauer: 4.615 |
| 11. Dezember 2015 19:45 WEZ |               |        |               | Ashton Gate Stadium, Bristol Zuschauer: 4.615 |

| 12. Dezember 2015 15:00 WEZ | Scarlets | 19 : 27 | Ulster Ravens | Parc y Scarlets, Llanelli Zuschauer: 100 |
| 12. Dezember 2015 15:00 WEZ |          |         |               | Parc y Scarlets, Llanelli Zuschauer: 100 |

| 19. Dezember 2015 14:30 WEZ | Ulster Ravens | 7 : 23 | Scarlets | Eaton Park, Ballymena Zuschauer: 425 |
| 19. Dezember 2015 14:30 WEZ |               |        |          | Eaton Park, Ballymena Zuschauer: 425 |

| 19. Dezember 2015 15:00 WEZ | Bedford Blues | 34 : 17 | Bristol Rugby | Goldington Road, Bedford Zuschauer: 2.357 |
| 19. Dezember 2015 15:00 WEZ |               |         |               | Goldington Road, Bedford Zuschauer: 2.357 |

| 15. Januar 2016 19:30 WEZ | Ulster Ravens | 17 : 22 | Bedford Blues | Deramore Park, Belfast Zuschauer: 600 |
| 15. Januar 2016 19:30 WEZ |               |         |               | Deramore Park, Belfast Zuschauer: 600 |

| 17. Januar 2016 15:00 WEZ | Scarlets | 16 : 17 | Bristol Rugby | Station Road, Bristol 1 Zuschauer: 1.254 |
| 17. Januar 2016 15:00 WEZ |          |         |               | Station Road, Bristol 1 Zuschauer: 1.254 |

| 22. Januar 2016 19:45 WEZ | Bristol Rugby | 47 : 13 | Ulster Ravens | Ashton Gate Stadium, Bristol Zuschauer: 5.273 |
| 22. Januar 2016 19:45 WEZ |               |         |               | Ashton Gate Stadium, Bristol Zuschauer: 5.273 |

| 23. Januar 2016 15:00 WEZ | Bedford Blues | 45 : 34 | Scarlets | Goldington Road, Bedford Zuschauer: 2.126 |
| 23. Januar 2016 15:00 WEZ |               |         |          | Goldington Road, Bedford Zuschauer: 2.126 |

### Gruppe C
|    | Team               | Spiele | Siege | Unent. | Ndlg. | Spiel- punkte | Diff. | Bonus- punkte | Tabellen- punkte |
| -- | ------------------ | ------ | ----- | ------ | ----- | ------------- | ----- | ------------- | ---------------- |
| 1. | Yorkshire Carnegie | 6      | 5     | 0      | 1     | 202:98        | + 104 | 6             | 26               |
| 2. | London Scottish    | 6      | 4     | 0      | 2     | 151:144       | + 7   | 3             | 19               |
| 3. | Munster A          | 6      | 3     | 0      | 3     | 153:134       | + 19  | 4             | 16               |
| 4. | Ospreys            | 6      | 0     | 0      | 6     | 81:211        | − 130 | 2             | 2                |

| 13. November 2015 19:45 WEZ | London Scottish | 27 : 25 | Munster A | Athletic Ground, London Zuschauer: 941 |
| 13. November 2015 19:45 WEZ |                 |         |           | Athletic Ground, London Zuschauer: 941 |

| 14. November 2015 13:30 WEZ | Yorkshire Carnegie | 32 : 10 | Ospreys | Headingley Stadium, Leeds 1 Zuschauer: 627 |
| 14. November 2015 13:30 WEZ |                    |         |         | Headingley Stadium, Leeds 1 Zuschauer: 627 |

| 20. November 2015 19:30 WEZ | Ospreys | 16 : 23 | London Scottish | Talbot Athletic Ground, Port Talbot Zuschauer: 325 |
| 20. November 2015 19:30 WEZ |         |         |                 | Talbot Athletic Ground, Port Talbot Zuschauer: 325 |

| 20. November 2015 20:00 WEZ | Munster A | 14 : 9 | Yorkshire Carnegie | Snugmore, Kinsale Zuschauer: 850 |
| 20. November 2015 20:00 WEZ |           |        |                    | Snugmore, Kinsale Zuschauer: 850 |

| 11. Dezember 2015 19:30 WEZ | Munster A | 28 : 8 | Ospreys | Rosbrien, Limerick Zuschauer: 527 |
| 11. Dezember 2015 19:30 WEZ |           |        |         | Rosbrien, Limerick Zuschauer: 527 |

| 13. Dezember 2015 14:30 WEZ | Yorkshire Carnegie | 56 : 6 | London Scottish | Silver Royd, Scarborough Zuschauer: 580 |
| 13. Dezember 2015 14:30 WEZ |                    |        |                 | Silver Royd, Scarborough Zuschauer: 580 |

| 19. Dezember 2015 15:00 WEZ | London Scottish | 24 : 29 | Yorkshire Carnegie | Athletic Ground, London Zuschauer: 882 |
| 19. Dezember 2015 15:00 WEZ |                 |         |                    | Athletic Ground, London Zuschauer: 882 |

| 20. Dezember 2015 15:00 WEZ | Ospreys | 26 : 46 | Munster A | Brewery Field, Bridgend Zuschauer: 375 |
| 20. Dezember 2015 15:00 WEZ |         |         |           | Brewery Field, Bridgend Zuschauer: 375 |

| 16. Januar 2016 15:00 WEZ | London Scottish | 49 : 7 | Ospreys | Athletic Ground, London Zuschauer: 849 |
| 16. Januar 2016 15:00 WEZ |                 |        |         | Athletic Ground, London Zuschauer: 849 |

| 17. Januar 2016 15:00 WEZ | Yorkshire Carnegie | 43 : 29 | Munster A | Lockwood Park, Huddersfield Zuschauer: 584 |
| 17. Januar 2016 15:00 WEZ |                    |         |           | Lockwood Park, Huddersfield Zuschauer: 584 |

| 23. Januar 2016 14:00 WEZ | Munster A | 11 : 21 | London Scottish | New Ormond Park, Nenagh Zuschauer: 300 |
| 23. Januar 2016 14:00 WEZ |           |         |                 | New Ormond Park, Nenagh Zuschauer: 300 |

| 23. Januar 2016 14:00 WEZ | Ospreys | 14 : 33 | Yorkshire Carnegie | The Gnoll, Neath Zuschauer: 500 |
| 23. Januar 2016 14:00 WEZ |         |         |                    | The Gnoll, Neath Zuschauer: 500 |

### Gruppe D
|    | Team            | Spiele | Siege | Unent. | Ndlg. | Spiel- punkte | Diff. | Bonus- punkte | Tabellen- punkte |
| -- | --------------- | ------ | ----- | ------ | ----- | ------------- | ----- | ------------- | ---------------- |
| 1. | Cornish Pirates | 6      | 5     | 0      | 1     | 157:92        | + 65  | 3             | 23               |
| 2. | London Welsh    | 6      | 4     | 0      | 2     | 169:139       | + 30  | 4             | 20               |
| 3. | Cardiff Blues   | 6      | 1     | 1      | 4     | 117:141       | − 24  | 3             | 9                |
| 4. | Nottingham RFC  | 6      | 1     | 1      | 4     | 82:153        | − 71  | 0             | 6                |

| 14. November 2015 14:30 WEZ | Cardiff Blues | 20 : 20 | Nottingham RFC | Cardiff Arms Park, Cardiff Zuschauer: 664 |
| 14. November 2015 14:30 WEZ |               |         |                | Cardiff Arms Park, Cardiff Zuschauer: 664 |

| 14. November 2015 15:00 WEZ | Cornish Pirates | 28 : 21 | London Welsh | Mennaye Field, Penzance Zuschauer: 1.123 |
| 14. November 2015 15:00 WEZ |                 |         |              | Mennaye Field, Penzance Zuschauer: 1.123 |

| 21. November 2015 14:00 WEZ | London Welsh | 33 : 29 | Cardiff Blues | Old Deer Park, London Zuschauer: 1.157 |
| 21. November 2015 14:00 WEZ |              |         |               | Old Deer Park, London Zuschauer: 1.157 |

| 22. November 2015 15:00 WEZ | Nottingham RFC | 7 : 19 | Cornish Pirates | Meadow Lane, Nottingham Zuschauer: 953 |
| 22. November 2015 15:00 WEZ |                |        |                 | Meadow Lane, Nottingham Zuschauer: 953 |

| 12. Dezember 2015 14:00 WEZ | London Welsh | 42 : 17 | Nottingham RFC | Old Deer Park, London Zuschauer: 836 |
| 12. Dezember 2015 14:00 WEZ |              |         |                | Old Deer Park, London Zuschauer: 836 |

| 13. Dezember 2015 15:00 WEZ | Cardiff Blues | 10 : 22 | Cornish Pirates | Cardiff Arms Park, Cardiff Zuschauer: 628 |
| 13. Dezember 2015 15:00 WEZ |               |         |                 | Cardiff Arms Park, Cardiff Zuschauer: 628 |

| 19. Dezember 2015 15:00 WEZ | Cornish Pirates | 15 : 18 | Cardiff Blues | Mennaye Field, Penzance Zuschauer: 1.073 |
| 19. Dezember 2015 15:00 WEZ |                 |         |               | Mennaye Field, Penzance Zuschauer: 1.073 |

| 20. Dezember 2015 15:00 WEZ | Nottingham RFC | 0 : 24 | London Welsh | Meadow Lane, Nottingham Zuschauer: 874 |
| 20. Dezember 2015 15:00 WEZ |                |        |              | Meadow Lane, Nottingham Zuschauer: 874 |

| 16. Januar 2016 14:30 WEZ | Cardiff Blues | 30 : 32 | London Welsh | Cardiff Arms Park, Cardiff Zuschauer: 850 |
| 16. Januar 2016 14:30 WEZ |               |         |              | Cardiff Arms Park, Cardiff Zuschauer: 850 |

| 17. Januar 2016 15:00 WEZ | Cornish Pirates | 38 : 19 | Nottingham RFC | Mennaye Field, Penzance Zuschauer: 1.160 |
| 17. Januar 2016 15:00 WEZ |                 |         |                | Mennaye Field, Penzance Zuschauer: 1.160 |

| 22. Januar 2016 19:45 WEZ | Nottingham RFC | 19 : 10 | Cardiff Blues | Meadow Lane, Nottingham Zuschauer: 1.018 |
| 22. Januar 2016 19:45 WEZ |                |         |               | Meadow Lane, Nottingham Zuschauer: 1.018 |

| 23. Januar 2016 14:00 WEZ | London Welsh | 17 : 35 | Cornish Pirates | Old Deer Park, London Zuschauer: 959 |
| 23. Januar 2016 14:00 WEZ |              |         |                 | Old Deer Park, London Zuschauer: 959 |

### Gruppe E
|    | Team                  | Spiele | Siege | Unent. | Ndlg. | Spiel- punkte | Diff. | Bonus- punkte | Tabellen- punkte |
| -- | --------------------- | ------ | ----- | ------ | ----- | ------------- | ----- | ------------- | ---------------- |
| 1. | Doncaster Knights     | 6      | 4     | 1      | 1     | 173:84        | + 89  | 4             | 22               |
| 2. | Jersey RFC            | 6      | 4     | 1      | 1     | 189:105       | + 84  | 3             | 21               |
| 3. | Newport Gwent Dragons | 6      | 3     | 0      | 3     | 119:134       | − 15  | 2             | 14               |
| 4. | Connacht Eagles       | 6      | 0     | 0      | 6     | 40:198        | − 158 | 1             | 1                |

| 14. November 2015 14:30 WEZ | Connacht Eagles | 10 : 34 | Newport Gwent Dragons | Galway Sportsgrounds, Galway Zuschauer: 125 |
| 14. November 2015 14:30 WEZ |                 |         |                       | Galway Sportsgrounds, Galway Zuschauer: 125 |

| 14. November 2015 14:30 WEZ | Jersey RFC | 22 : 22 | Doncaster Knights | St. Peter, Saint Peter Zuschauer: 1.772 |
| 14. November 2015 14:30 WEZ |            |         |                   | St. Peter, Saint Peter Zuschauer: 1.772 |

| 21. November 2015 14:30 WEZ | Doncaster Knights | 22 : 5 | Connacht Eagles | Castle Park, Doncaster Zuschauer: 1.245 |
| 21. November 2015 14:30 WEZ |                   |        |                 | Castle Park, Doncaster Zuschauer: 1.245 |

| 22. November 2015 15:00 WEZ | Newport Gwent Dragons | 30 : 27 | Jersey RFC | Pandy Park, Crosskeys Zuschauer: 200 |
| 22. November 2015 15:00 WEZ |                       |         |            | Pandy Park, Crosskeys Zuschauer: 200 |

| 12. Dezember 2015 14:30 WEZ | Connacht Eagles | 10 : 40 | Jersey RFC | Galway Sportsgrounds, Galway Zuschauer: 225 |
| 12. Dezember 2015 14:30 WEZ |                 |         |            | Galway Sportsgrounds, Galway Zuschauer: 225 |

| 12. Dezember 2015 14:30 WEZ | Doncaster Knights | 21 : 16 | Newport Gwent Dragons | Castle Park, Doncaster Zuschauer: 1.051 |
| 12. Dezember 2015 14:30 WEZ |                   |         |                       | Castle Park, Doncaster Zuschauer: 1.051 |

| 19. Dezember 2015 14:00 WEZ | Jersey RFC | 52 : 12 | Connacht Eagles | St. Peter, Saint Peter Zuschauer: 1.648 |
| 19. Dezember 2015 14:00 WEZ |            |         |                 | St. Peter, Saint Peter Zuschauer: 1.648 |

| 19. Dezember 2015 15:00 WEZ | Newport Gwent Dragons | 17 : 49 | Doncaster Knights | The Bridge Field, Bedwas Zuschauer: 200 |
| 19. Dezember 2015 15:00 WEZ |                       |         |                   | The Bridge Field, Bedwas Zuschauer: 200 |

| 16. Januar 2016 13:00 WEZ | Connacht Eagles | 0 : 40 | Doncaster Knights | Galway Sportsgrounds, Galway Zuschauer: 100 |
| 16. Januar 2016 13:00 WEZ |                 |        |                   | Galway Sportsgrounds, Galway Zuschauer: 100 |

| 16. Januar 2016 14:30 WEZ | Jersey RFC | 24 : 12 | Newport Gwent Dragons | St. Peter, Saint Peter Zuschauer: 1.606 |
| 16. Januar 2016 14:30 WEZ |            |         |                       | St. Peter, Saint Peter Zuschauer: 1.606 |

| 23. Januar 2016 14:00 WEZ | Doncaster Knights | 19 : 24 | Jersey RFC | Castle Park, Doncaster Zuschauer: 1.386 |
| 23. Januar 2016 14:00 WEZ |                   |         |            | Castle Park, Doncaster Zuschauer: 1.386 |

| 23. Januar 2016 15:00 WEZ | Newport Gwent Dragons | 10 : 3 | Connacht Eagles | Eugene Cross Park, Ebbw Vale Zuschauer: 400 |
| 23. Januar 2016 15:00 WEZ |                       |        |                 | Eugene Cross Park, Ebbw Vale Zuschauer: 400 |

## K.-o.-Runde
Viertelfinale
| 11. März 2016 19:45 WEZ | Bedford Blues | 15 : 19 | Jersey RFC | Goldington Road, Bedford Zuschauer: 2.455 |
| 11. März 2016 19:45 WEZ |               |         |            | Goldington Road, Bedford Zuschauer: 2.455 |

| 12. März 2016 19:00 WEZ | Leinster A | 39 : 45 | London Welsh | Donnybrook Stadium, Dublin Zuschauer: 932 |
| 12. März 2016 19:00 WEZ |            |         |              | Donnybrook Stadium, Dublin Zuschauer: 932 |

| 13. März 2016 15:00 WEZ | Cornish Pirates | 38 : 19 | Doncaster Knights | Mennaye Field, Penzance Zuschauer: 1.136 |
| 13. März 2016 15:00 WEZ |                 |         |                   | Mennaye Field, Penzance Zuschauer: 1.136 |

| 13. März 2016 15:00 WEZ | Yorkshire Carnegie | 50 : 3 | Moseley RFC | Headingley Stadium, Leeds Zuschauer: 715 |
| 13. März 2016 15:00 WEZ |                    |        |             | Headingley Stadium, Leeds Zuschauer: 715 |

Halbfinale
| 19. März 2016 12:30 WEZ | London Welsh | 36 : 15 | Cornish Pirates | Old Deer Park, London Zuschauer: 642 |
| 19. März 2016 12:30 WEZ |              |         |                 | Old Deer Park, London Zuschauer: 642 |

| 20. März 2016 15:00 WEZ | Yorkshire Carnegie | 33 : 32 | Jersey RFC | Headingley Stadium, Leeds Zuschauer: 626 |
| 20. März 2016 15:00 WEZ |                    |         |            | Headingley Stadium, Leeds Zuschauer: 626 |

Finale
| 10. April 2016 15:00 WESZ | Yorkshire Carnegie | 10 : 33 | London Welsh | Headingley Stadium, Leeds Zuschauer: 3.107 |
| 10. April 2016 15:00 WESZ |                    |         |              | Headingley Stadium, Leeds Zuschauer: 3.107 |